# أود (ملك فرنسا)
أود (ح 852- 1 يناير 898) كان ملكا لفرانسيا الغربية من 888 إلى 898 م ـ وهو ابن روبرت القوي، كونت أنجو وهو فرع من العائلة التي تعرف الروبرتيون وكان أود يعرف بأنه دوق فرنسا وكونت باريس .
أصوله
ورث أود بعد موت أبيه عام 866 لقب ماركيز نوستريا، وقد فقد هذا اللقب عام 868 عندما عينه الملك شارل الأصلع رئيسا للدير، بيد أنه استعاده مرة أخرى عام 886 ، وبعد عام 882 شغل منصب كونت باريس كما كان أيضا رئيسا لدير سانت مارتن في تورز .
تزوج أود من تيودورات من تروي وانجب ولدين (أرنولف الذي ولد تقريبا ح 885 ، وجاي الذي ولد تقريبا عام 888) وكلاهما لم يعمرا بعد سن الخامسة عشرة
الملكية
ولمهارته وشجاعته التي أبداها في مقاومة الفايكنج في حصارهم لباريس فقد اختار الفرنجة الغربيين أود ملكا عليهم بعد الإطاحة بشارلز الثمين وتوج ملكا في كومبيين في فبراير 888 بحضور والتر كبير اساقفة سين .
وقد استمر أود في محاربته للفايكنج حتى هزمهم في معركة مونتفوكون ولكنه تورط في صراع مع النبلاء الأقوياء الذين أيدوا مطالبة شارلز البسيط لعرش الفرنجة .
وفي عام 889 و890 منح أود امتيازات خاصة لمقاطعة مانريسا في أوسونا بسبب موقعها على خط المواجهة للعدو المغربي، وقد تم إعطاء الحق لمانريسا ببناء أبراج للدفاع عرفت باسم المانريسات، وكان هذا الامتياز هو المسئول عن إعطاء مانريسا ملامح متفردة في نوعها عن بقية مدن أوسونا الأخرى لمدة قرنين من الزمان .
ولكي يحصل أود على الهيبة والدعم فقد أعطى البيعة للملك أرنولف (ملك الفرنجة الشرقيين) ، ولكن في عام 894 أعلن أرنولف دعمه لشارلز، وبعد نزاع استمر ثلاثة سنوات اضطر أود إلى التصالح مع خصمه وسلم منطقة شمال نهر السين له . ومات أود في لافير (حاليا في شمال فرنسا) في 1 يناير 898 م